# Boornbergum
Boornbergum est un village situé dans la commune néerlandaise de Smallingerland, dans la province de la Frise. Son nom en frison est Boarnburgum. Le 1er janvier 2008, le village comptait 1 497 habitants.